# Repedéses csillaggomba
A repedéses csillaggomba (Astraeus hygrometricus) a Diplocystaceae családba tartozó, az egész világ mérsékelt és trópusi övi területein elterjedt, homokos talajú erdőkben élő, nem ehető gombafaj.

## Megjelenése
A repedéses csillaggomba termőteste fiatalon gömb alakú, átmérője 1-3 cm, félig a talajban található. Színe krémszín. Növekedése során a külső burok csillagszerűen, 6-15 lebenyre felszakad és kiterül, eközben a termőtestet kihúzza a földből. A lebenyek felső felülete krémszínű, később sötétbarna vagy fekete, hálózatosan repedezett. Nedvesen hajlékonyak és szétterülnek, szárazon merevek, bőrszerűek és ráhajlanak a termőtestre. A kissé lapítottan gömbölyű termőtesten maradó pergamenszerű belső burok (endoperídium) eleinte krémszínű, majd sötétbarnára/feketére sötétedik. A spórák érésekor csúcsán szabálytalan nyílás (perisztómium) keletkezik, ezen keresztül távoznak a spórák.
Belseje fiatalon fehér és húsos; éretten csokoládébarna és porszerű. Íze és szaga nem jellegzetes.
Spórapora barna. Spórája gömbölyű, felszínét sűrűn lekerekített végű tüskék borítják, mérete 7-10 µm.

### Hasonló fajok
A többi csillaggombával téveszthető össze.

## Elterjedése és termőhelye
Az egész világ mérsékelt övi és trópusi zónáiban előfordul. Magyarországon az egyik leggyakoribb csillaggomba.
Különböző lombos és tűlevelű fákkal létesít ektomikorrhizális kapcsolatot. Erdőkben található meg, inkább homokos talajon, egyesével vagy kisebb csoportokban. Júliustól októberig terem.

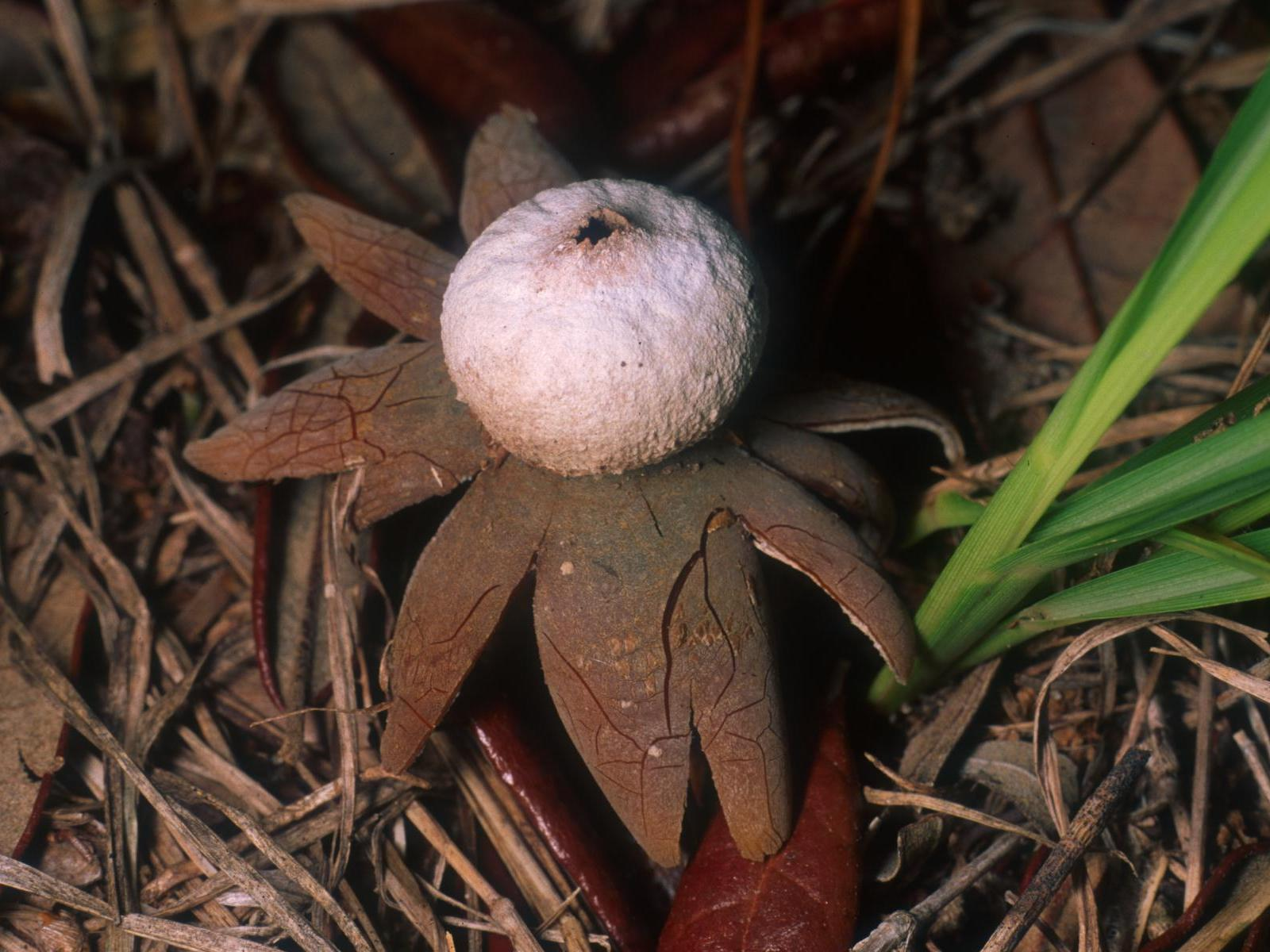
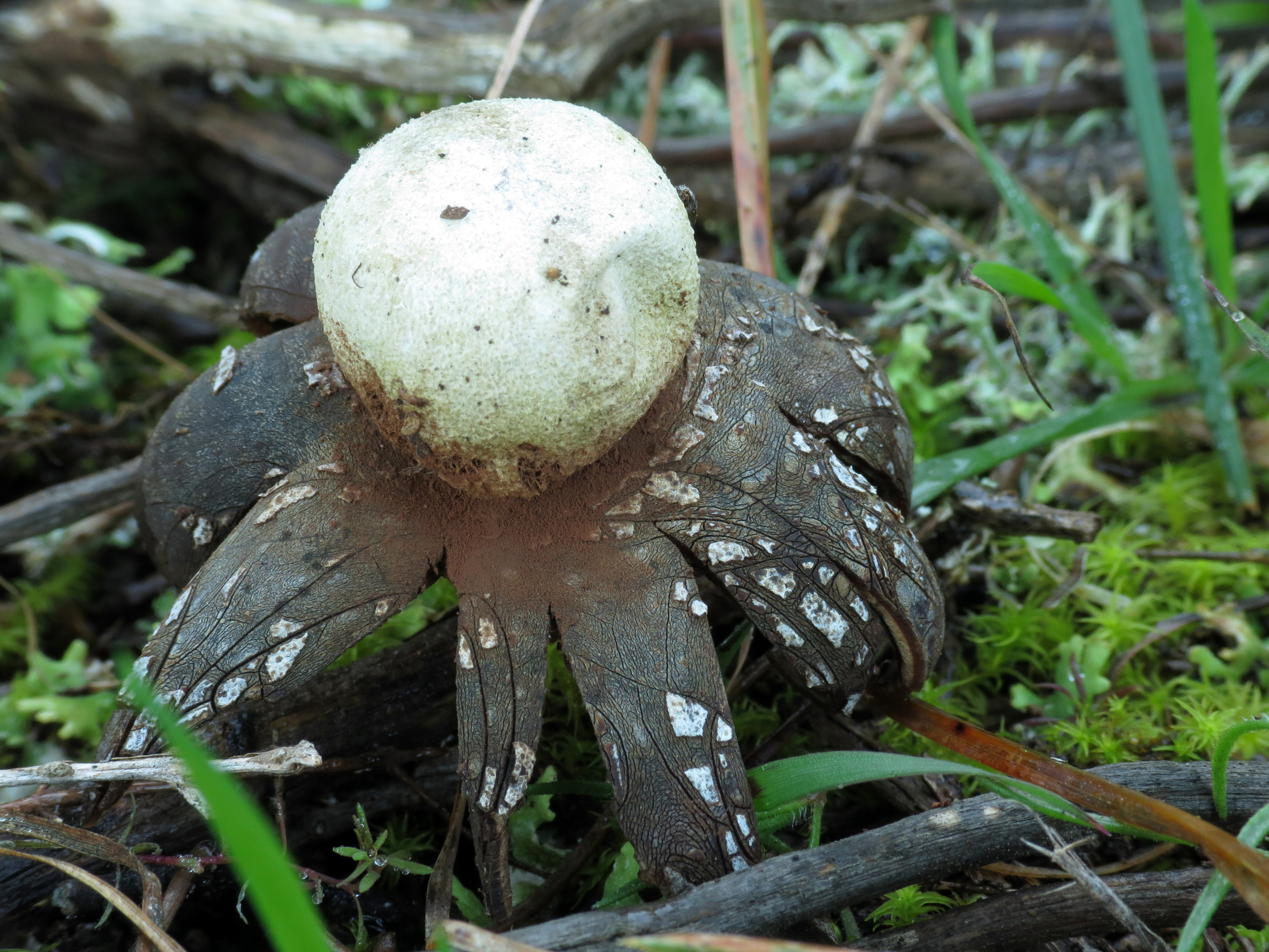
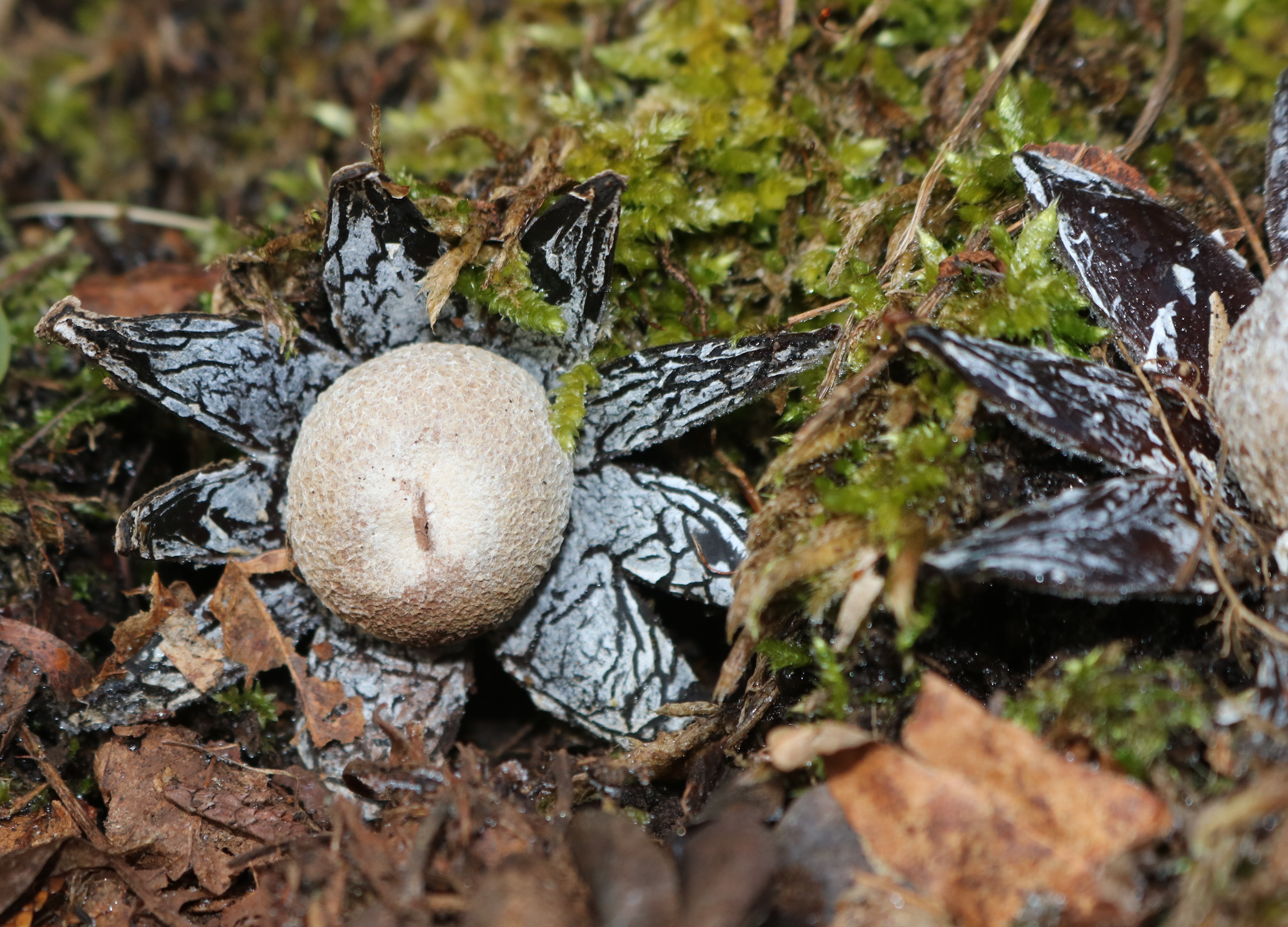
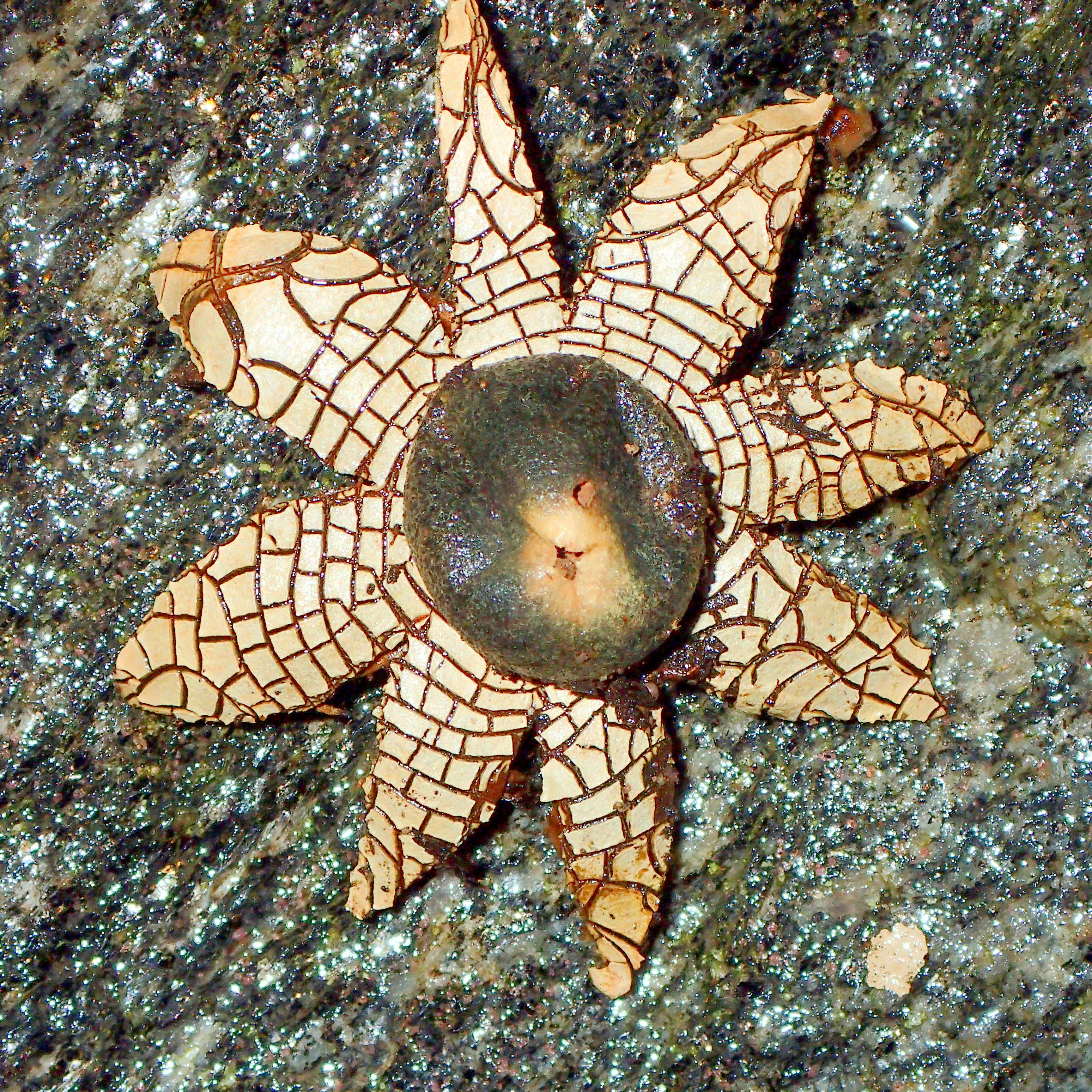
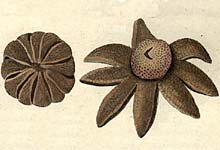

Nem ehető.